# Dägerlen

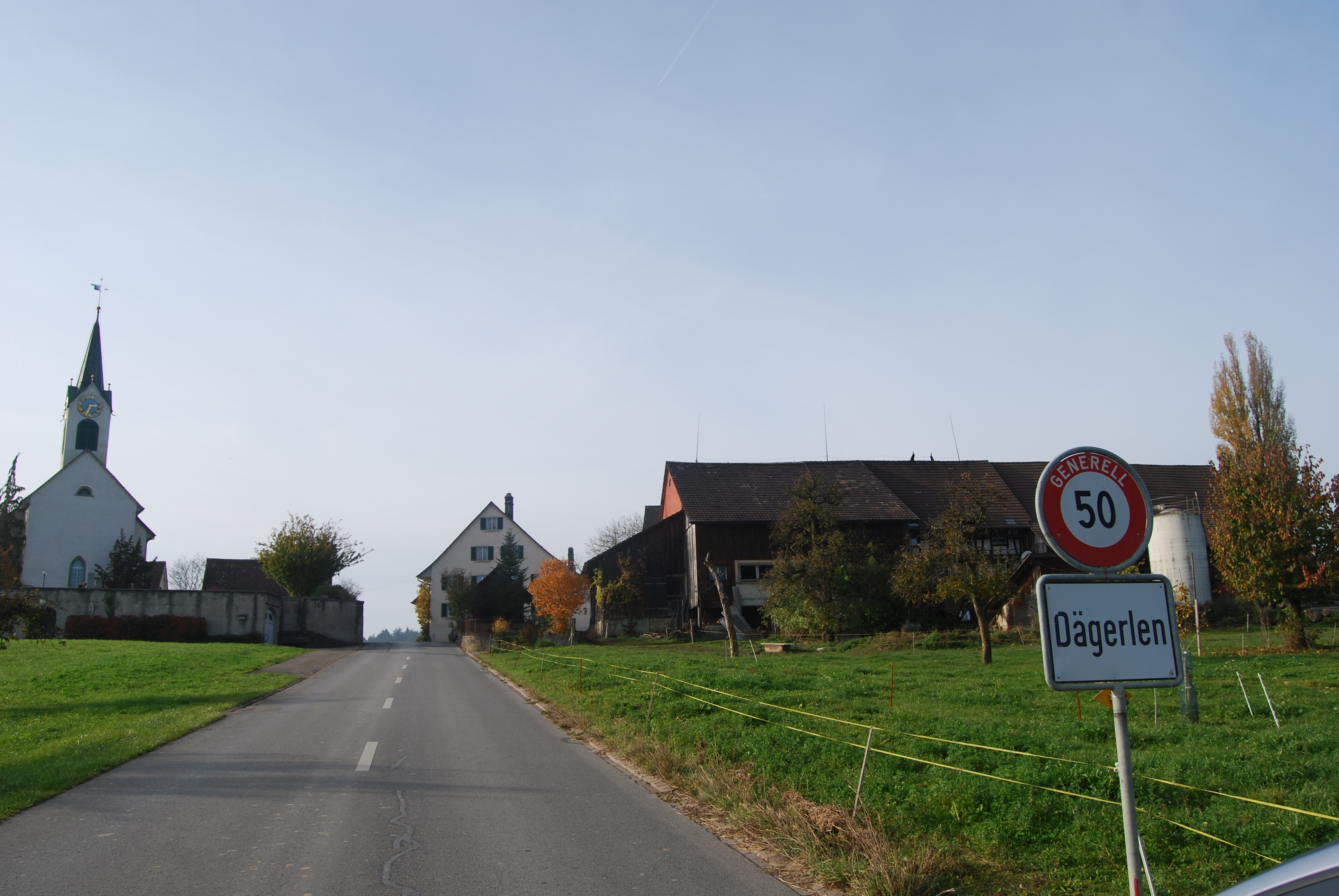
Dorfzentrum von Dägerlen mit Kirche

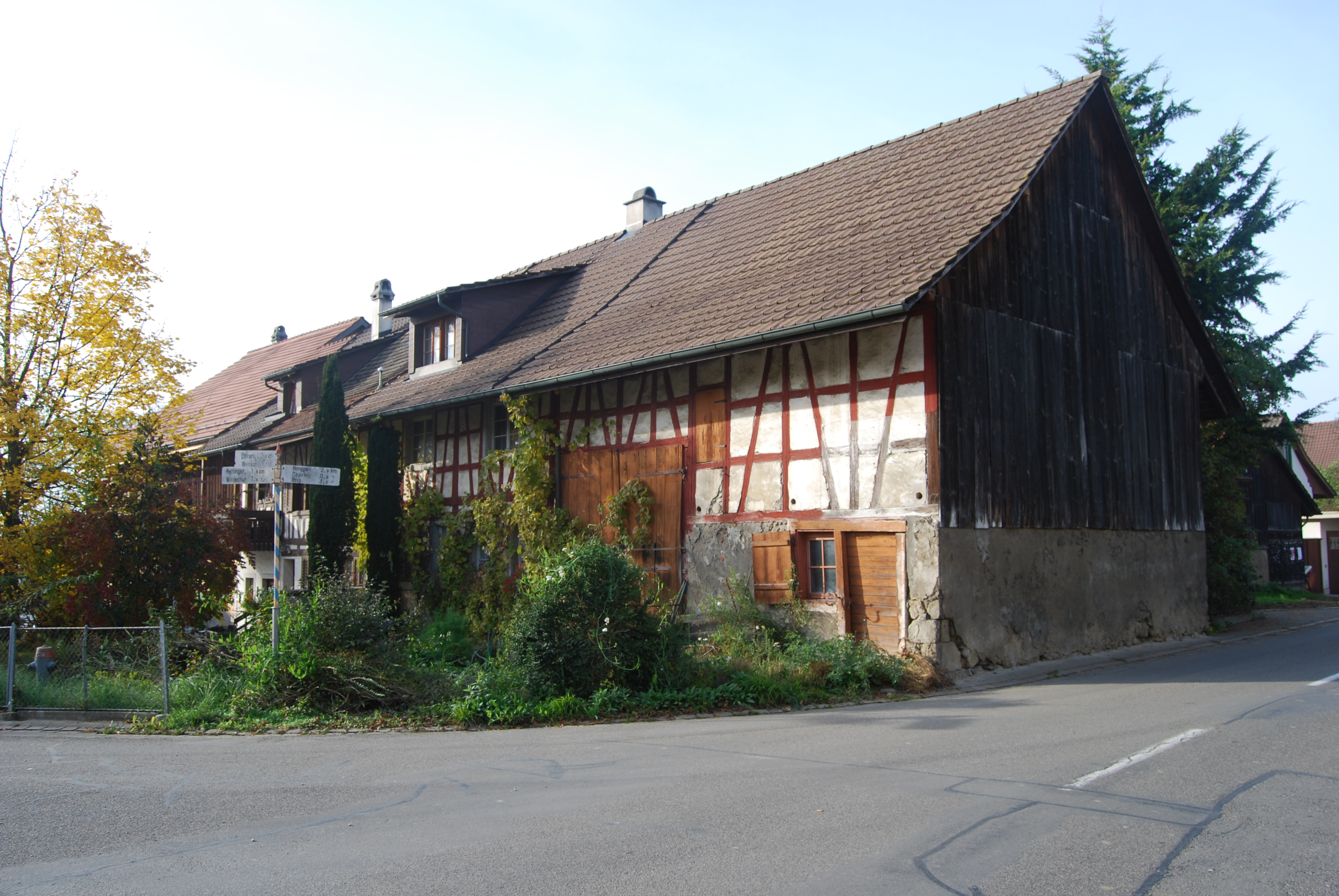
Fachwerkhäuser im Zentrum von Rutschwil

Dägerlen ist eine politische Gemeinde im Bezirk Winterthur des Kantons Zürich in der Schweiz.

## Wappen
Blasonierung:
In Silber ein steigender schwarzer, rotgezungter Widder

## Geographie

Historisches Luftbild von Walter Mittelholzer, 1923, aus 200 m

Zu der Gemeinde Dägerlen im Zürcher Weinland gehören die Ortsteile Oberwil, Rutschwil, Berg, Bänk und Dägerlen. Gut zwei Drittel der Gemeindefläche werden landwirtschaftlich genutzt, ein Viertel ist bewaldet und gut acht Prozent sind Siedlungs- und Verkehrsflächen (Stand 2018).
Im Norden grenzt die Gemeinde an den Bezirk Andelfingen, im Osten an Dinhard, im Süden an Seuzach und im Westen an Hettlingen.

## Bevölkerung
| Jahr | Einwohner |
| ---- | --------- |
| 1634 | 314       |
| 1771 | 398       |
| 1850 | 524       |
| 1900 | 507       |
| 1950 | 476       |
| 2000 | 846       |
| 2005 | 920       |
| 2010 | 1005      |
| 2015 | 1014      |
| 2020 | 1038      |
| 2022 | 1093      |

## Politik
Seit 1. Januar 2023 ist Patrick Jola (parteilos) Gemeindepräsident.
Bei den Nationalratswahlen 2023 betrugen die Wähleranteile in Dägerlen: SVP 42,95 % (+5,92), SP 12,53 % (+1,31), glp 12,33 % (+0,19), FDP 8,07 % (−1,63), Grüne 8,06 % (−4,79), Mitte 4,58 % (+1,24), EVP 3,95 % (−4,08), EDU 2,79 (−0,65).

## Öffentlicher Verkehr
Die Postauto-Linie 676 des Zürcher Verkehrsverbundes (ZVV) bedient vier Haltestellen in der Gemeinde, die Postautos verkehren zwischen Henggart, Bahnhof und Winterthur, Hauptbahnhof im Stundentakt, während der Stosszeiten besteht ein Halbstundentakt. Durch die Linie N61 ist Dägerlen auch an das Nachtnetz des ZVV angeschlossen.

## Persönlichkeiten
- Daniel Schenkel (* 1813 in Dägerlen; † 1885 in Heidelberg), protestantischer Theologe, Hochschullehrer und -rektor
- Theodor Vetter (* 1853 in Dägerlen; † 1922 in Zürich), Anglist und Hochschullehrer